# Hålogalandsbrug
De Hålogalandsbrug (Noors: Hålogalandsbrua) is een hangbrug over het Rombaken, een baai van de Ofotfjord. Tevens is het de langste hangbrug boven de noordpoolcirkel.
De brug bevindt zich tussen Narvik in het zuiden en het dorpje Øyjord in het noorden. Voordat deze brug werd gebouwd moest men omrijden over de Rombaksbrug, die vanwege de technische limitaties van destijds zo'n 9 kilometer oostwaarts ligt. De brug is geopend op 9 december 2018 door premier Erna Solberg. Hierna is de route van de E6 verplaatst van de Rombaksbrug naar de Hålogalandsbrug, waarmee de route 17 kilometer is ingekort.
De bouw van de brug kostte zo'n 2,2 miljard Noorse kroon, die deels gefinancierd wordt door de Noorse staat, en deels door de tolopbrengsten op de brug.